# Vika Lusibaea
Vika Koto Lusibaea (geb. 28. Juni 1964) ist eine Politikerin der Salomonen.

## Leben

### Jugend
Lusibaea wurde in Fidschi geboren.
Sie erhielt nur eine Grundschul-Bildung, schaffte es jedoch im Geschäftsleben Fuß zu fassen. Sie erreichte einen Managerposten in einer privaten Firma.

### Karriere
Nachdem sie einen Salomoner geheiratet hatte und in die Salomonen gezogen war, erhielt sie die Einbürgerung. Ihr Mann, Jimmy „Rasta“ Lusibaea, war ein Rebellenführer (warlord), einer der Führer der Malaita Eagle Force, während der ethnischen Konflikte in den Salomonen im späten 20. und Anfang des 21. Jahrhunderts. Nach einer Zeit im Gefängnis ging er in die Politik und wurde bei den Wahlen 2010 in das Nationalparlament als unabhängiger Kandidat für den Wahlbezirk North Malaita gewählt. Dann wurde er sofort als Minister for Fisheries and Marine Resources in der Regierung von Premierminister Danny Philip ernannt. Im Oktober 2011, verlor er seinen Sitz im Parlament und seine Position im Kabinett aufgrund einer Verurteilung wegen Grievous bodily harm (Schwere Körperverletzung) und Angriff auf einen Polizisten. Der Vorfall datierte auf die interethnischen Konflikte ein Jahrzehnt früher. Seine Entlassung aus dem Parlament führte zu den Nachwahlen am 1. August 2012.
Jimmy Lusibaea bat seine Frau, die zunächst zögerte, in den Nachwahlen anzutreten, hauptsächlich um für ihn im Parlament zu sein. Zu dieser Zeit war erst einmal vorher eine Frau ins Parlament gewählt worden: Hilda Kari (Abgeordnete 1989–2001). Jimmy Lusibaea erzählte später dem Magazin Repúblika, dass auch er gegen starke Vorurteile im Wahlkreis gegen eine Frau als Parlamentskandidatin ankämpfen musste:

„Tobaita, schon der Name unser Region selbst, bedeutet 'Männer sind größer und wichtiger als Frauen und das ist auch die Mentalität von uns Tobaitanern. Ich sagte ihnen drei Dinge: erstens, dass das Westminster-System der Regierung ein ausländisches Konzept ist mit einer Frau, Queen Elisabeth, als Oberhaupt. Es ist nicht eine kulturelle Größe anderenfalls hätte ich Vika nicht als Kandidat vorgeschlagen. Zweitens, Ich sagte ihnen wir brauchen Vika um gewählt zu werden, damit sie unsere Arbeit weiterführt und die Programme, die wir begonnen haben fortsetzt, und zuletzt stellte ich sie vor die Herausforderung Geschichte zu machen, indem sie der erste Wahlkreis in der Provinz Malaita würden, der eine Frau ins Parlament wählt.“

Das Ehepaar errang die Unterstützung der „Chiefs, Kirchenführer und Gemeindeführer“ (the chiefs, church leaders and community leaders) und Vika Lusibaea versprach im Wahlkampf, die Arbeit ihres Mannes weiterzuführen.
Als unabhängige Kandidatin gegen neun Männer errang sie 49,2 % der Stimmen, mehr als drei Mal so viel, wie der nächste Herausforderer. Es gab einige Kontroversen um ihre Wahl, da Kritiker bemängelten, dass sie eingebürgert worden war und aus Fidschi stammte, und, dass sie nur wenig Ausbildung hatte („limited literacy skills“). Ihr Ehemann erklärte schnell, dass er keine Interviews durch ausländische Medien zulassen würde. Er informierte die Presse nur kurz, dass sie dieselben Ziele verfolgen würde wie er. Sie erklärte später selbst: „Ich bin nur eingesprungen damit er alle Arbeit weiterführen konnte. Ich bin nur dazu da, damit jemand in dem Stuhl sitzt, damit wir Zugang zu den Finanzmitteln und den Projekten haben. Alles andere bleibt gleich.“ („I only came in so he could continue all the work being done. I am just there so we have someone sitting in the chair in order for us to have access to the funding and the projects. Everything else is the same.“) Repúblika zeichnete einen scharfen Kontrast zwischen ihrem Eintritt in die Politik und dem von Hilda Kari, „einer unabhängigen Politikerin, die nach ihrem eigene Gewissen handelte“ und die „Wahlkampf aus ihrer eigenen Würde geführt hatte.“ („an independent politician acting on her own conscience“, who had „campaigned and won on her own merit“).
Lusibaea nahm ihren Sitz als Backbencher in der Regierung von Premierminister Gordon Darcy Lilo ein. Die National Coalition for Rural Advancement war zu der Zeit an der Macht.
Im Juni 2013 hielt sie einen Vortrag auf einer Konferenz zum Zustand der Demokratie im pazifischen Raum an der Australian National University. (Unter den Rednern war nur ein weiterer Parlamentarier aus einer pazifischen Inselnation: Ralph Regenvanu aus Vanuatu.)
In den Wahlen 2014 überließ sie ihren Sitz (North Malaita) wieder ihrem Ehemann und kandidierte erfolglos für die Central Honiara Constituency.